# Ямельне
Ямельне (пол. Jamielne) — село в Польщі, у гміні Сточек-Луковський Луківського повіту Люблінського воєводства.
Населення — 429 осіб (2011).
У 1975-1998 роках село належало до Седлецького воєводства.

## Демографія
Демографічна структура станом на 31 березня 2011 року:
|          | Загалом | Допрацездатний вік | Працездатний вік | Постпрацездатний вік |
| -------- | ------- | ------------------ | ---------------- | -------------------- |
| Чоловіки | 208     | 29                 | 149              | 30                   |
| Жінки    | 221     | 34                 | 112              | 75                   |
| Разом    | 429     | 63                 | 261              | 105                  |